# Dan Gurney
Daniel Sexton „Dan” Gurney (ur. 13 kwietnia 1931 w Port Jefferson, zm. 14 stycznia 2018 w Newport Beach) – amerykański kierowca wyścigowy, konstruktor i założyciel zespołu All American Racers.
Obok Bruce’a McLarena i Jacka Brabhama należy do najbardziej wizjonerskich kierowców wyścigowych w historii, którzy z powodzeniem przełożyli swoją wiedzę i umiejętności na sukcesy w barwach samochodów własnej konstrukcji.
Jako pierwszy kierowca w historii używał tzw. kasku zamkniętego, w którym twarz była osłonięta wizjerem.
Jest autorem tzw. Gurney Flap, metalowej listwy montowanej na zakończeniu tylnego spojlera. Rozwiązanie to zostało zaadaptowane przez konstruktorów na całym świecie.

## Życiorys
Syn śpiewaka operowego po ukończeniu szkoły średniej przeprowadził się wraz z rodziną do Kalifornii, gdzie w 1955 roku rozpoczął swoją karierę wyścigową. Trzy lata później pojawił się w Europie, startując w 24-godzinnym wyścigu w Le Mans za kierownicą Ferrari.

### Formuła 1
W 1959 roku udanie zadebiutował w Formule 1 w barwach Ferrari, dwukrotnie stając na podium (Grand Prix Niemiec oraz Portugalii). Jednak styl zarządzania zespołem przez charyzmatycznego Enzo Ferrariego nie odpowiadał Amerykaninowi i współpraca dobiegła końca po zaledwie jednym sezonie.
W 1960 roku startował w prywatnie wystawionym samochodzie BRM, lecz nie ukończył aż sześciu z siedmiu wyścigów. W efekcie nie zdobył ani jednego punktu. Mimo tych niepowodzeń, Amerykanin znalazł się na celowniku fabrycznej ekipy Porsche – został kierowcą zespołu przez kolejne dwa sezony; w 1962 roku zwyciężył w Grand Prix Francji na torze Rouen. Było to jego pierwsze zwycięstwo w karierze i jedyne w historii startów Porsche w F1.
W latach 1963–1965 startował w zespole Jacka Brabhama. W sezonie 1964 odniósł dwa zwycięstwa (we Francji oraz Meksyku), natomiast w kolejnym pięć razy z rzędu stawał na podium. Po zakończeniu kariery przez Phila Hilla w naturalny sposób został najlepszym amerykańskim kierowcą w F1, jednak nie mógł nawiązać walki o mistrzostwo świata z Jimem Clarkiem oraz Johnem Surteesem.

### All American Racers
Już w 1962 roku Gurney wraz z Carrollem Shelby opracował plany stworzenia własnego zespołu wyścigowego. Dzięki wsparciu koncernu oponiarskiego Goodyear plany te zmaterializowały się w 1965 roku. Gurney odszedł z zespołu Jacka Brabhama, by w sezonie 1966 startować we własnym samochodzie, który nosił nazwę Eagle (ang. Orzeł). Od tego momentu wszystkie modele produkowane przez Gurneya nosiły tę nazwę, także w latach późniejszych, poza Formułą 1. W 1966 roku Gurney używał jeszcze silników Coventry-Climax, lecz docelowo samochody Eagle miały być napędzane jednostkami Weslake, co ostatecznie nastąpiło w 1967 roku.
Plany podboju Formuły 1 były imponujące; szczególnie po zwycięstwie w Grand Prix Belgii na torze Spa-Francorchamps wydawało się, że Gurney wreszcie będzie mógł skutecznie włączyć się do walki o mistrzostwo świata. Samochody (w Europie zespół startował pod nazwą Anglo American Racers) okazały się bardzo awaryjne, po zwycięstwie w Belgii Gurney ukończył jeszcze tylko jeden wyścig i w klasyfikacji końcowej uplasował się na ósmym miejscu. Sezon 1968 był jeszcze gorszy, Gurney zdobył tylko trzy punkty i zdecydował o wycofaniu się z Formuły 1, zarówno jako kierowca, jak i właściciel zespołu.
Mimo niepowodzenia w F1, Gurney odniósł spektakularny sukces w 1967 roku, gdy wraz z A.J. Foytem triumfował w 24 godzinnym wyścigu w Le Mans za kierownicą Forda GT40. Był pierwszym kierowcą, który świętował zwycięstwo poprzez entuzjastyczne otwarcie butelki szampana.
W 1970 roku powrócił na krótko do F1, zastępując tragicznie zmarłego Bruce’a McLarena w trzech wyścigach. Ogółem w latach 1959–1970 wystąpił w 86 Grand Prix, odnosząc 4 zwycięstwa; zdobył także 3 pole position. Pod względem zwycięstw F1 wśród amerykańskich kierowców lepszy jest tylko Mario Andretti (który jednak urodził się we Włoszech).

### Powrót do Stanów Zjednoczonych
Kontynuował karierę w Stanach Zjednoczonych w serii USAC National Championship (poprzedniku IndyCar). W 1969 roku zajął czwarte miejsce w klasyfikacji końcowej, mimo iż wystartował tylko w połowie wyścigów. Łącznie w swojej karierze w National Championship wystąpił w 28 wyścigach, z których 8 wygrał. Trzykrotnie stawał na podium Indianapolis 500 (dwukrotnie zajmował drugie miejsce, raz był trzeci).
W latach 70. startował okazyjnie, głównie w serii NASCAR, koncentrując się na prowadzeniu własnego zespołu w mistrzostwach IndyCar oraz Trans-Am. Ostatni wyścig jako czynny kierowca zaliczył na torze Riverside International Raceway w 1980 roku.
W 1986 roku zdecydował wycofać zespół z mistrzostw IndyCar, jednak ciągle odnosił ogromne sukcesy w serii IMSA (następcy cyklu Can-Am), gdzie jego samochody w pewnym okresie zanotowały 17 kolejnych zwycięstw.
Wrócił do IndyCar w 1996 roku dzięki koncernowi Toyoty, która zdecydowała się wejść na rynek amerykańskich wyścigów. Jednak napędzane japońskimi silnikami Eagle wyraźnie ustępowały rywalom i po czterech latach współpraca dobiegła końca. Jednocześnie Gurney po raz drugi – i definitywny – wycofał zespół ze startów.

## Wyniki w Indianapolis 500
| Rok  | Nadwozie | Silnik      | Start | Wynik | Uwagi             |
| ---- | -------- | ----------- | ----- | ----- | ----------------- |
| 1962 | Thompson | Buick       | 8     | 20    | Skrzynia biegów   |
| 1963 | Lotus    | Ford        | 12    | 7     |                   |
| 1964 | Lotus    | Ford        | 6     | 17    | Uszkodzenie opony |
| 1965 | Lotus    | Ford        | 3     | 26    | Skrzynia biegów   |
| 1966 | Eagle    | Ford        | 19    | 27    | Wypadek           |
| 1967 | Eagle    | Ford        | 2     | 21    | Tłok cylindra     |
| 1968 | Eagle    | Ford        | 10    | 2     |                   |
| 1969 | Eagle    | Ford        | 10    | 2     |                   |
| 1970 | Eagle    | Offenhauser | 11    | 3     |                   |